# Császár-víz
Császár-víz är ett vattendrag i Ungern.   Det ligger i provinsen Fejér, i den västra delen av landet, 50 km sydväst om huvudstaden Budapest.